# Pere Malferit de Muntanyans
Pere Malferit de Muntanyans (Inca, s. XV- Ciutat de Mallorca, 1566) fou un jurista mallorquí.
Fill de Tomàs Malferit, funcionari reial i jurista, que alhora era fill de l'humanista Mateu de Malferit. Fou ambaixador del Gran i General Consell davant Carles I per reclamar la confirmació dels privilegis de l'Estudi General Lul·lià. Va ser jurat de la ciutat i del regne de Mallorca els anys 1536, 1543 i 1555. Va escriure Apologeticum iuris responsum pro justitia Regum catholicorum in occupatione Indiarum. També va escriure Del derecho que tiene el rey de España sobre el ducado de Milán. La biblioteca que posseïa va patir una greu mutilació durant la Germania, ja que fou saquejada pels agermanats.
El problema del descobriment d'un nou món, segons assenyala Sebastià Trias Mercant havia estat plantejat per Ramon Llull. L'obra de Malferit s'inscriu en la polèmica entre Bartolomé de las Casas i Juan Ginés de Sepulveda, sobre la licitud de la conquesta espanyola d'Amèrica. Malferit és partidari de Sepúlveda i escriu contra Las Casas defensant una teoria teocràtica a favor dels reis d'Espanya sobre el domini de les terres oceàniques. La legitimitat dels reis espanyols radica, segons ell, en l'exigència religiosa de la conversió dels infidels.